# Xanthisma scabrellum
Xanthisma scabrellum là một loài thực vật có hoa trong họ Cúc. Loài này được (Greene) G.L. Nesom & B.L. Turner mô tả khoa học đầu tiên năm 2007.